# 红墙山

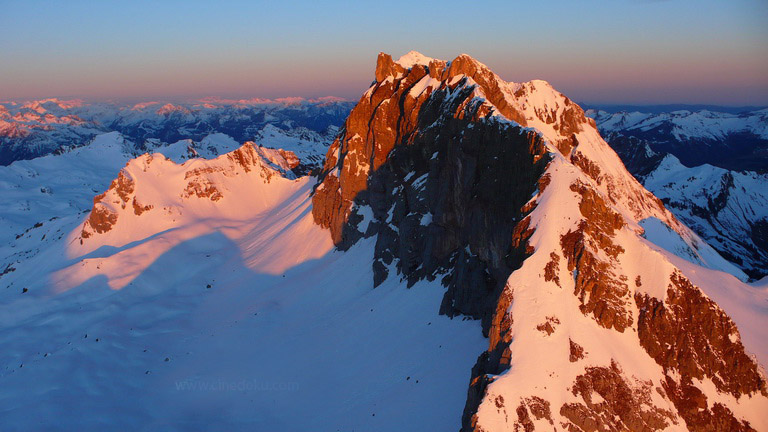
红墙山

红墙山（德語：Rote Wand）是奥地利的一座山，海拔2704米，位于北石灰岩山脉的萊希奎倫山脈，仅次于海拔2573米的下維爾德格魯本峰。其北面峰顶下面是一个很小的几乎完全融化的冰川。
该地区是一个受欢迎的徒步远足地，仅限于有经验的登山者。有几条可以登山的路线，都是从非常陡峭西北侧开始，最终后到比较容易攀登的北侧峰顶。